# Клиентска страна
В интернет домашният компютър е „клиент“, който приема изисканата от сървъра информация и я показва на потребителите чрез специален софтуер. Терминът „програмиране на клиентската страна“ или само „от страна на клиента“ (Client-side) описва действията, предприети от браузъра и останалите части от компютъра на клиента, в съответствие с правилата, адресирани (написани) на език за програмиране, които се получават от сървъра.